# Julierpasset
Julierpasset (rätoromanska: Pass dal Güglia) är ett bergspass i Schweiz. Det ligger i regionen Maloja och kantonen Graubünden, i den östra delen av landet. Julierpasset ligger 2 284 meter över havet.
Julierpasset ligger mellan bergstopparna Chuern Nair, 2 810 meter över havet, och Piz de las Coluonnas, 2 802 meter över havet. Vägen över Julierpasset sammanbinder Savognin med Silvaplana. Den lutar maximal 11 %.
Trakten runt Julierpasset består i huvudsak av gräsmarker och alpin tundra.